# Јулија Друзила (Калигулина кћи)
Јулија Друзила или Друзила Млађа (39 − 24. јануар 41) била је ћерка римског цара Калигуле и његове жене Милоније Цезоније.

## Биографија
Названа је по Калигулиној сестри, Германиковој ћерки Друзили. Родила се недуго пошто је Калигула ступио у брак са Милонијом Цезонијом (према неким изворима истог дана). Било је то у лето 39. године. Када је дете рођено, Калигула ју је одвео у храм и ставио у крило богиње Минерве. Разлог за Калигулину ужурбану одлуку да се ожени Цезонијом је рођење Друзиле. Пошто је рођена у браку, Друзила је могла постати Калигулина наследница. Светоније наводи да је Друзила ноктима нападала другу децу и покушавала да им ископа очи, на велико задовољство Калигуле. Калигула је целом царству повећао порез како би "нахранио" и "обукао" своју кћер.
Дана 24. јануара 41. године Калигула је убијен у завери. Недуго након убиства Калигуле убијена је и његова жена. Према Светонију, Друзила је скочила и угризла убицу своје мајке. Преторијанац јој је разбио главу о зид.